# Storia della Sardegna contemporanea
La storia della Sardegna contemporanea può essere fatta partire dal 17 marzo 1861, data nella quale, con la legge n° 4671 del Regno di Sardegna, viene proclamato il Regno d'Italia e Vittorio Emanuele II assume per sé e per i suoi discendenti il titolo di Re d'Italia.

## Tra Ottocento e Novecento

### Economia e crisi sociali tra Otto e Novecento
Verso la fine dell'Ottocento, nel 1888 durante il governo Crispi, fu interrotto il trattato commerciale con la Francia, chiudendo uno dei mercati principali di importazione e esportazione della Sardegna. Le conseguenze furono una grave crisi nel settore agroalimentare, crisi economica, tensioni sociali e si verificò il primo considerevole fenomeno dell'emigrazione. 
Ancora una volta era il mondo agro-pastorale a pagare le conseguenze più gravi. Una folla di braccianti, pastori e addetti ai settori dell'indotto veniva ricacciata nella disoccupazione oppure verso il lavoro in miniera. La crescente domanda di lavoro faceva crollare i salari e rendeva le condizioni lavorative precarie. Negli anni ottanta e novanta vi fu una recrudescenza del fenomeno del banditismo, che fu contrastato con mezzi improvvisati e comunque solo dal lato della repressione. La grave situazione dell'isola indusse il governo Crispi nel 1894 a commissionare al deputato Francesco Pais-Serra una indagine sulla situazione. Due anni dopo, la relazione conclusiva indicherà non solo e non tanto nella questione dell'ordine pubblico, ma soprattutto nelle carenze infrastrutturali e nelle gravi responsabilità della politica (ancorata a pratiche clientelari di potere personale e familistico) la radice dei problemi sardi.
Già l'anno successivo (1897), però, a conferma della concezione imperante, viene pubblicato con gran rumore il saggio “antropologico” di scuola lombrosiana La delinquenza in Sardegna, di Alfredo Niceforo. Vi si tratteggiava uno studio fisiognomico e pseudo-storico da cui emergeva il tratto congenitamente deviante della natura dei sardi, specie di quelli delle zone interne. Non si doveva cercare la ragione del fenomeno banditesco e del degrado sociale della Sardegna in cause materiali, economiche o politiche, ma nella conformazione del cranio dei sardi, di quelli stanziali in Gallura e nelle zone dell'interno in particolare: così asseriva in un passo, poi riportato in uno dei noti murali di Orgosolo: "[...] fra i vari tipi di cranio della zona criminale, tutti appartenenti ai popoli più selvaggi e primitivi, uno è particolarmente diffuso nella Sardegna centrale: si tratta del "parallelepipedoides variabilis sardiniensis"". Ne seguì qualche polemica, ma soprattutto una generale accettazione di tale verdetto che convinse la stessa Grazia Deledda, allora in rapida ascesa presso i circoli letterari italiani.
Due anni dopo, nel 1899, dopo la visita della coppia reale sabauda nell'isola (in occasione del centenario della fuga in Sardegna dei Savoia, conseguente alle conquiste napoleoniche), ai primi dell'estate venne allestita una grande spedizione militare volta al ripristino dell'ordine pubblico, operazione cui parteciparono i reduci dalle guerre in Africa. Interi villaggi furono occupati, le campagne battute a tappeto, i beni requisiti. Quando non ci fu altra risorsa, si ricorse al fermo dei familiari dei latitanti (senza esclusione di donne, vecchi e ragazzi). Migliaia di persone tratte agli arresti, detenzioni arbitrarie, confessioni estorte con la forza e una serie di processi di massa che alla fine portarono a pochissime condanne e al totale fallimento del piano. L'operazione suscitò scandalo nell'opinione pubblica sarda, informata e coinvolta dai giornali, su cui buona parte del crescente ceto intellettuale riversava idee e commenti.

### La legislazione
Dopo l'unità d'Italia i codici sabaudi, ad eccezione del codice civile, furono provvisoriamente estesi a tutta l'Italia. Il codice civile del 1865 e il codice di commercio del 1882 (che subentrava a quello del 1865) furono sostituiti da un unico codice, il codice civile del 1942. Il codice penale del 1889 fu sostituito dal codice penale del 1930.
- Codice civile sabaudo
- Codice penale sabaudo
- Codice di procedura civile sabaudo
- Codice di procedura penale sabaudo

### Vita culturale

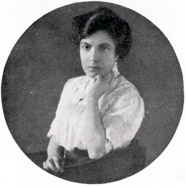
Grazia Deledda

Verso la fine del secolo le gare di improvvisazione poetica, che prima si svolgevano privatamente, furono strutturate e iniziarono ad avere luogo nelle pubbliche piazze (la prima si svolse a Ozieri), specialmente in occasione delle feste paesane. In breve tempo divenne un fenomeno di massa, con un suo star system fatto di professionisti dell'improvvisazione e un vastissimo pubblico di estimatori esperti ed esigenti.
La cultura sarda, tra Otto e Novecento, diventa oggetto di studi accademici. La lingua nell'Ottocento era stata oggetto di studio sull'isola da Vincenzo Porru, Giovanni Spano, Vittorio Angius. Le prime comparazioni del sardo, col metodo della filologia moderna, erano state effettuate in Germania già nel 1866 dallo studioso Friedrich Diez. Successivamente si occuparono del sardo Gustav Hofmann, Pier Enea Guarnerio, Meyer-Lübke e Ernst Gamillscheg. Nel novecento Max Leopold Wagner darà un contributo essenziale, producendo gli studi più significativi.
Nel corso dell'Ottocento, la poesia sarda aveva vissuto una stagione di grande affermazione con i vari Luca Cubeddu, Melchiorre Murenu e poi Peppino Mereu.
Verso la fine dell'Ottocento inizia la sua attività Grazia Deledda, e dal primo decennio del novecento si afferma oltre i confini isolani e nazionali. Altri intellettuali come Sebastiano Satta, Enrico Costa, lo scultore Francesco Ciusa. Giornali, teatro, università animano la vita delle città (Cagliari e Sassari. Ma hanno una portata assai minore sulle popolazioni rurali e dell'interno. Infatti, parallelamente all'acquisizione di mezzi espressivi nuovi permanevano forti le tradizioni culturali popolari. 
La musica tradizionale vede affiancarsi alle launeddas, al cantu a tenore e al cantu a chiterra (canto sardo accompagnato dalla chitarra) un nuovo strumento musicale, l'organetto diatonico, che supporta o sostituisce la voce umana e gli strumenti tradizionali nell'accompagnamento del ballo.
L'archeologia, dopo il periodo pionieristico avviato da Giovanni Spano, in seguito alla nascita delle soprintendenze archeologiche, comincia a divenire materia di catalogazione e di studio e si tentano le prime azioni di salvaguardia. Cospicuo fu il contributo dell'archeologo Antonio Taramelli che diresse le soprintendenze per un arco di oltre tre decenni e studiò e catalogò centinaia di reperti, strutture e siti.
La musica popolare è oggetto di studi scientifici, fra gli studiosi Giulio Fara e l'etnomusicologo Andreas Bentzon autore di un esemplare studio sulle launeddas. L'affermazione letteraria e artistica di tanti autori sardi comincia a far conoscere nel resto d'Italia e al mondo il patrimonio antropologico e storico della Sardegna.

## Novecento

### Inizio del XX secolo

#### Proteste di massa e repressione

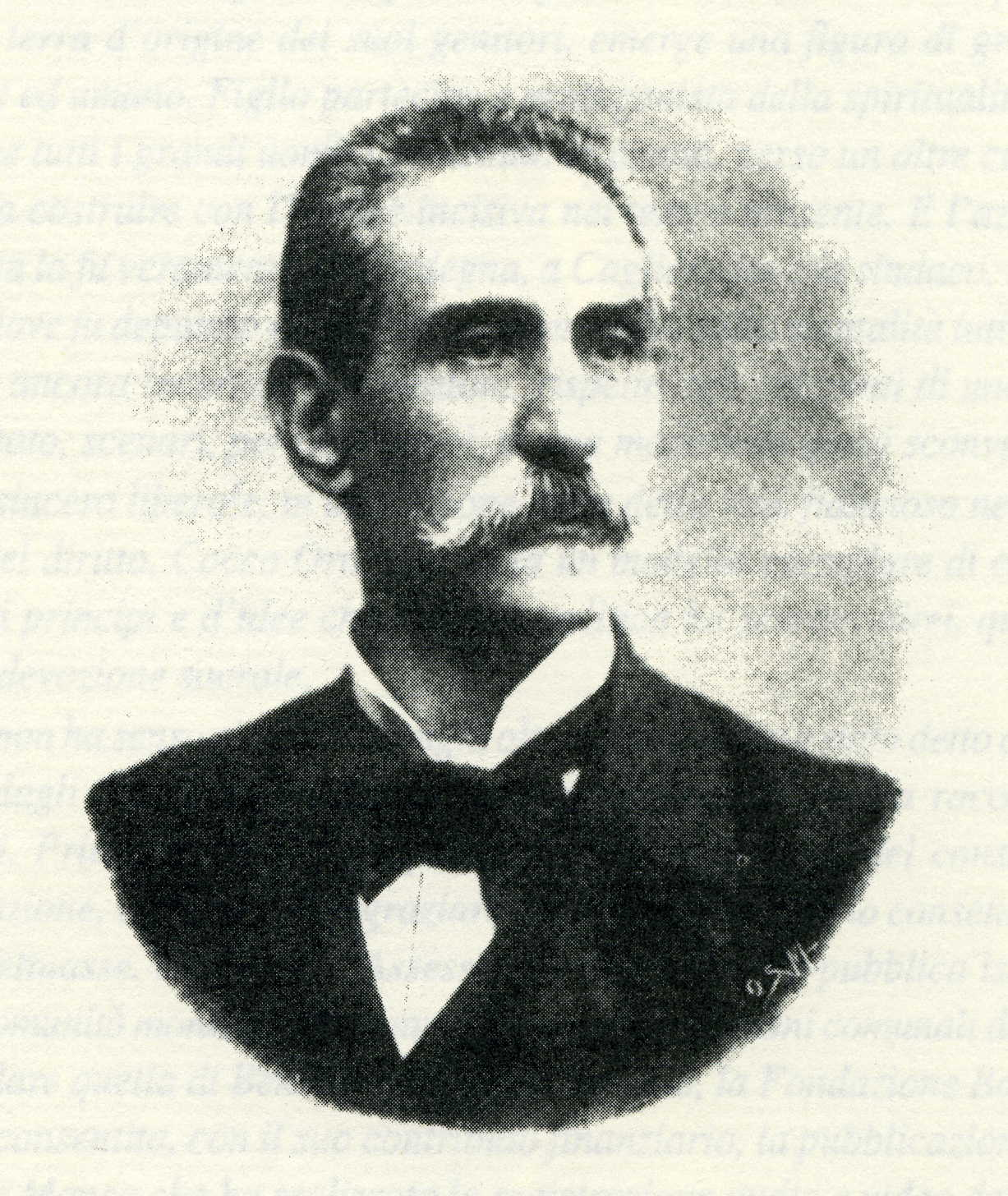
Francesco Cocco-Ortu

Nel 1904 a Buggerru, grosso centro minerario sulla costa sud-occidentale, per protestare per le condizioni disumane di lavoro i minatori si rifiutarono di lavorare e presentarono le loro istanze alla società francese (che gestiva le miniere), per tutta risposta questi chiamarono l'esercito che fece fuoco sugli operai uccidendone tre e ferendone molti. Quella domenica 4 settembre 1904 sarà ricordata come la data dell'eccidio di Buggerru per il quale sarà fatto il primo sciopero generale in Italia.
Solo due anni dopo (1906), il caro-prezzi e condizioni di vita precarie per gran parte dei lavoratori porteranno alle rivolte cittadine di Cagliari e del circondario, poi di gran parte dell'isola. Anche in questo caso la risposta fu di tipo eminentemente repressivo, con migliaia di militari impegnati. Emersero prepotentemente sentimenti di tipo autonomista e indipendentista, con la minaccia, gridata a gran voce dalle folle radunate, di ricacciare in mare “i continentali”.
Le fortune politiche del giolittiano Francesco Cocco-Ortu, punto di riferimento della politica isolana, arrivato sino alla carica ministeriale, non avranno alcun positivo riscontro sulle condizioni generali della Sardegna. I sentimenti identitari e la crisi di rappresentanza saranno le cause del successo che, di lì a pochi anni, arriderà al movimento dei reduci dal fronte.

### Prima guerra mondiale

#### L'isola durante la Grande Guerra

##### Situazione economica
Nel 1914 l'economia sarda era in un periodo di crisi per via di una grave siccità che creò disoccupazione tra i braccianti, tant'è che nel 1914 e nel 1915 furono adottate annone in diverse zone dell'isola, tra cui Cagliari e Sassari. Mentre nel settore minerario, la maggior parte delle miniere sarde apparteneva a stranieri e molti impianti di trasformazione dei materiali estratti si trovavano in Belgio. Poco dopo lo scoppio della Grande Guerra, il Belgio fu subito invaso e occupato dai tedeschi e di conseguenza il piombo e lo zinco sardo non poterono più essere spediti nelle fonderie belghe. I proprietari delle miniere diminuirono la produzione, fecero licenziamenti e circa un terzo dei minatori sardi perse il lavoro.
Con l'entrata in guerra del Regno d'Italia il 24 maggio 1915 le miniere sarde ripresero a produrre. La produzione di zinco e piombo arrivò a metà di quella del periodo prebellico, mentre quella di carbone (nel bacino carbonifero del Sulcis) quadruplicò e tra 1917 e 1918 raggiunse le 80 000 tonnellate.
Il settore agricolo risentì dell'allontanamento di manodopera dall'isola per essere chiamata alle armi, in quanto molti terreni non poterono essere coltivati e la superficie del territorio sardo coltivato a grano diminuì del 18%, da 218 000 ettari a 179 000; questa situazione causò una scarsità di pane che fu, insieme al carovita, la causa di varie sommosse sull'isola nel 1917.
Il settore della pastorizia invece ne uscì molto meglio, in quanto c'era un mercato garantito per i prodotti animali (carne, lana, formaggio, cuoio, ecc.) necessari all'esercito e in quanto la pastorizia era un lavoro che poteva essere esercitato anche da chi era troppo giovane per essere chiamato alle armi. Molte famiglie di pastori si arricchirono con la guerra e poterono comprarsi a buon prezzo le terre incolte.

##### Situazione politica
Nel 1914 i socialisti conquistarono vari Consigli comunali nell'Iglesiente, ma altrove sull'isola divennero politicamente isolati per via delle loro posizioni neutraliste in merito alla guerra in corso.
Sull'isola la prime manifestazioni interventiste si ebbero nel 1915, con la prima a Sassari il 13 maggio (in cui fece un discorso anche Mario Berlinguer) e poi a Cagliari nei giorni seguenti. Le manifestazioni erano di carattere anti-giolittiano oltre che interventista, e furono guidate principalmente da studenti e giovani intellettuali di sinistra. Tra gli interventisti vi fu Emilio Lussu.
Durante la guerra si riaccese il dibattito sull'autonomia della Sardegna e tra 1916 e 1917 il Governo Boselli promise di istituire un Commissariato civile per l'amministrazione della Sardegna. Ma il progetto cadde perché alcuni deputati sardi, soprattutto quelli di Sassari, vi si opposero per non essere governati dai cagliaritani.
Nel 1918 nell'isola arrivò l'influenza spagnola e durante tutto il periodo della pandemia morirono complessivamente 12 mila persone.

#### Sardi al fronte nella Grande Guerra
Il 1º marzo 1915, circa due mesi prima dell'entrata in guerra dell'Italia nella prima guerra mondiale, fu creata a Tempio Pausania la Brigata Sassari, interamente composta da sardi soprannominati "dimonios" o "diavoli rossi". Durante la guerra la Brigata si distinguerà in molte operazioni, come sul Carso o sull'Altopiano di Asiago.
Alla guerra parteciparono circa 100 000 sardi, pari all'11% degli abitanti dell'isola e, alla fine del conflitto, si era constato che le perdite tra i militari sardi furono pari a circa il 13% degli arruolati, risultando in percentuale le più alte tra i contingenti italiani al fronte, contro la media nazionale del 10%.

### Primo dopoguerra

#### Le bonifiche

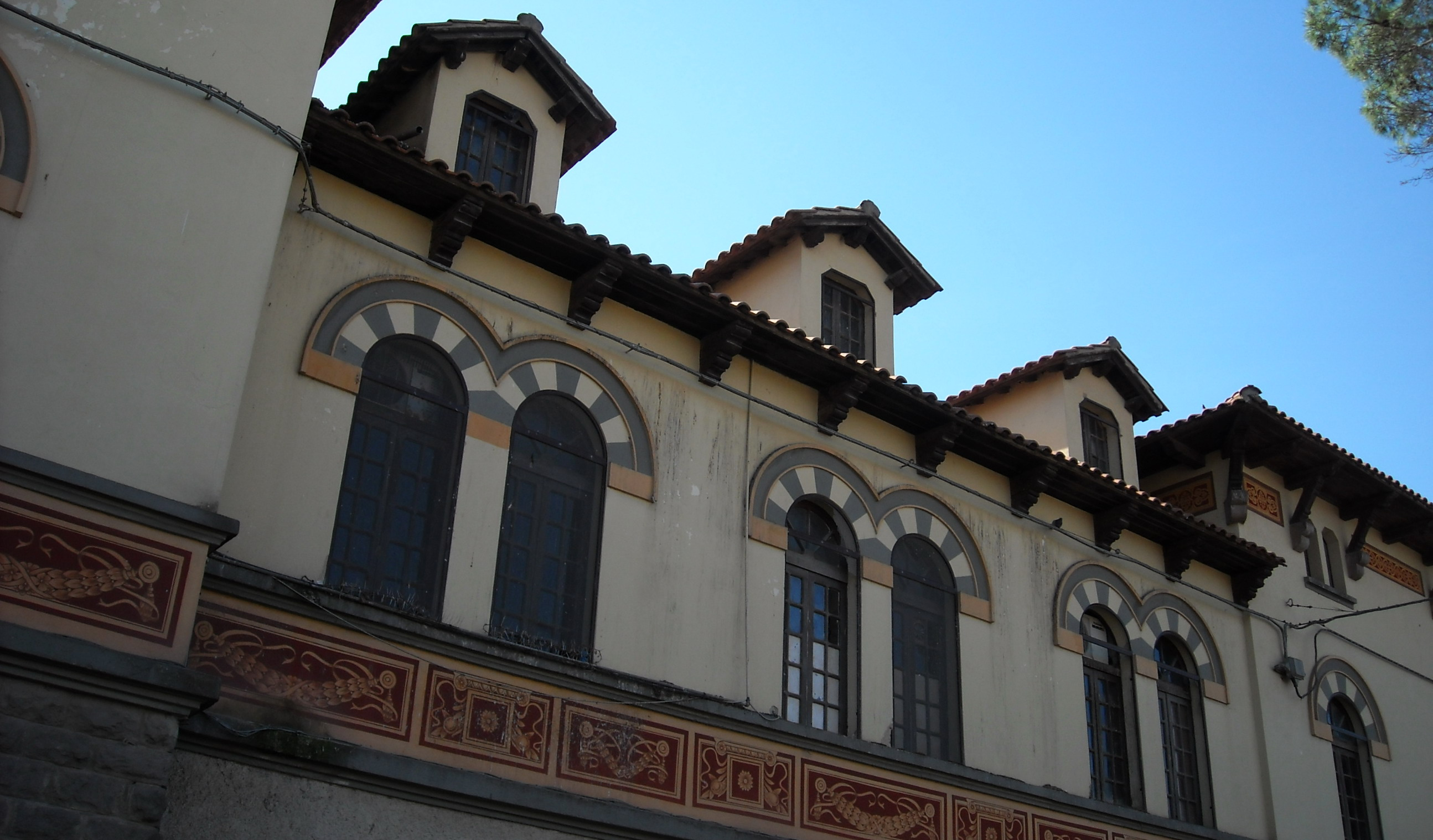
Palazzina della Società Bonifiche Sarde. (Arborea)

Angelo Omodeo negli anni 1910 aveva concepito un progetto di uno sbarramento del fiume Tirso, per regolarne il deflusso e la creazione di un invaso che assicurasse energia elettrica per il Campidano di Oristano. Dopo varie ipotesi d'intervento e diversi studi preliminari, il 23 dicembre 1918, Giulio Dolcetta, consigliere delegato della Società Imprese idrauliche ed elettriche del Tirso, costituì a Milano la Società anonima bonifiche sarde (SBS) con lo scopo di realizzare «la bonifica idraulica e agraria dei terreni in Sardegna, l’impianto ed esercizio di reti d’irrigazione, l’esercizio della pesca e delle altre industrie» Infine la Diga del Tirso fu realizzata tra il 1918 e il 1924 lungo il medio corso del Tirso dando origine al lago Omodeo, dal nome del progettista della diga, l'ingegnere Angelo Omodeo. 

#### Situazione postbellica e nascita del combattentismo sardista
Con la fine della guerra nel 1918, i disagi immediati causati dalla smobilitazione e dalla riconversione dell'economia italiana da economia di guerra a "economia civile", portarono a duri scontri sociali tra proletariati e imprenditori. Nel 1919 ci sono scioperi, tumulti e attentati in tutto il Paese e si temeva che in Italia potesse avvenire una rivoluzione comunista come quella russa del 1917. La Sardegna risentì della smobilitazione con 2 000 licenziamenti nel settore minerario e un dimezzamento della produzione di zinco e piombo, tant'è che gli scioperi e gli scontri più duri si ebbero nella zona mineraria. Le linee elettriche, la centrale elettrica di Portovesme e la miniera di Bacu Abis subiscono attentati. A Cabras scoppiò una rivolta violenta contro il carovita che terminò con centinaia di arresti.
Con l'esperienza bellica i sardi ebbero modo di sviluppare una coscienza comune di sé stessi in quanto sardi, un sentimento di unità prima mancante. Nonostante il loro essenziale contributo fosse stato ufficialmente riconosciuto nel 1918 dallo stesso Presidente del Consiglio Vittorio Emanuele Orlando, il quale parlò di un debito che la nazione doveva saldare con l'isola, in concreto però nell'immediato dopoguerra il debito rimase insoluto. Ciò contribuì alla nascita del sardismo, movimento che propugna l'autonomia della Sardegna.
Gli ex combattenti sardi aderirono ad associazioni combattentistiche come l'Associazione Nazionale Combattenti, che nel 1919 contava 20 000 membri, tramite le quali si organizzarono per dar vita a iniziative sociali come il creare proprie cooperative, latterie sociali, uffici di collocamento, giornali, ecc. Molti di loro sostenevano posizioni simili a quelle di Gabriele D'Annunzio o al sansepolcrismo di Benito Mussolini ed erano ostili alla vecchia classe politica (socialisti, cattolici, giolittiani, radicali e liberali). Il combattentismo sardo era in genere ispirato da sentimenti anti-parlamentari, anti-giolittiani e anti-democratici, ma vi erano tuttavia divisioni ideologico-territoriali interne al movimento stesso nell'isola. Una delle correnti interne al movimento è rappresentata dal gruppo Sassari guidato da Camillo Bellieni, filo-socialista e ispirato a Gaetano Salvemini, agli antipodi vi è invece quella rappresentata del gruppo di Cagliari guidato da Emilio Lussu, ispirato al fiumanesimo e con posizioni fortemente nazionaliste, anti-socialiste e vicine al sindacalismo rivoluzionario. La terza corrente aveva posizioni intermedie tra le due, rappresentata da Paolo Pili, era di carattere tecnico-riformista (quindi poco incline al ribellismo di Lussu) e al contempo ispirata al dannunzianesimo.
A differenza che nel resto d'Italia, in Sardegna nell'immediato dopoguerra né socialisti né cattolici furono in grado di diventare una grande forza politica e di poter sostituire i liberali nella Regione. Questo vuoto politico fu in parte sfruttato dagli ex combattenti che si organizzarono in una propria lista a livello nazionale nelle elezioni politiche del 1919 col nome di "Partito dei Combattenti" che ottenne 31 000 voti nella circoscrizione sarda equivalenti al 25% del totale, eleggendo tre deputati; risultato molto diverso da quello nazionale dove il Partito dei Combattenti ottenne poco più del 4%. Il successo politico del partito degli ex combattenti in Sardegna è dovuto all'aver posto come tema centrale del proprio programma l'autonomia dell'isola.
Nel 1920 ci furono duri scontri sociali tra minatori che chiedevano aumenti di salario e compagnie minerarie che non volevano concederglieli. I fatti più gravi avvennero quando l'11 maggio 1920 a Iglesias una manifestazione di operai che scioperavano fu dispersa con la forza, e lo scontro causò 6 morti e 50 feriti.

#### Svolta partitica degli ex combattenti sardisti
I risultati elettorali della lista degli ex combattenti alle elezioni del 1919 mostrarono come a livello nazionale il movimento combattentista non ebbe grande successo, mentre in Sardegna era molto forte. Ciò portò alla decisione di esponenti del combattentismo sardo, come Emilio Lussu e Camillo Bellieni, di creare una nuova organizzazione politica sarda che portasse avanti istanze autonomiste e che fosse aperta anche a chi non ha potuto partecipare alla prima guerra mondiale. Già dal novembre 1919 Bellieni parlava della realizzazione di un "Partito Sardo d'Azione" (PSd'Az). La svolta partitica del movimento non fu immediata e anzi, la mozione a sostegno di questa proposta fu bocciata dai militanti sardisti di Cagliari nel gennaio 1920, mentre fu approvata dalle sezioni di altre zone come Sassari, Tempio e Alghero. Fu solo nel 17 aprile 1920 che tale partito nacque ufficialmente a livello regionale, come simbolo adottò i quattro mori che sostituirono quasi ovunque il simbolo con l'elmetto utilizzato dal Partito dei Combattenti.
Il nuovo partito aveva forti spaccature interne al gruppo dirigente, tra Lussu e Bellieni vi erano grosse divergenze ideologiche e territoriali. Lussu, legato alla Provincia di Cagliari, voleva occuparsi in primis dei problemi sociali ispirandosi al sindacalismo rivoluzionario e cercava di ottenere il sostegno dei minatori, mentre Bellieni, legato alla Provincia di Sassari, metteva al primo posto l'autonomia della Sardegna e cercava di ottenere il sostegno delle zone rurali.
L'8 agosto 1920 il Partito Sardo d'Azione tenne un Congresso a Macomer e la linea di Lussu uscì vincente. Alle elezioni amministrative del 1920, nel suo anno di fondazione il Partito Sardo d'Azione ottenne la maggioranza in circa in 200 comuni, i risultati migliori furono ottenuti nella Provincia di Sassari mentre furono scarsi in Provincia di Cagliari. L'insuccesso elettorale nel cagliaritano, causato dal volersi concentrare a conquistare il consenso dei minatori che erano solo una piccola minoranza dei lavoratori sardi, portò il partito ad adottare la linea di Bellieni (autonomista e ruralista) nel Congresso di Oristano del 16 e 17 aprile 1921.
Alle elezioni politiche del 1921 nella circoscrizione sarda il Partito Sardo d'Azione (per la prima volta presente alle elezioni nazionali) ottenne il 36% dei voti, secondo solo a una lista di conservatori che ottenne il 48%. Invece socialisti e popolari vennero pesantemente sconfitti. I comunisti non riuscirono in Sardegna a presentarsi alle elezioni per via dello squadrismo fascista. Talvolta anche il Partito Sardo d'Azione, come i fascisti, si scontrava violentemente con l'estrema sinistra, come in un episodio a Iglesias, o un altro il 1º maggio a Cagliari dove i sardisti, tra le cui file c'era Lussu, si scontrarono con i socialisti.

#### Diffusione del fascismo in Sardegna
Secondo Francesco Fancello il fascismo nell'Italia insulare e meridionale fu un fenomeno che apparse più tardi che altrove e non si affermò con lo squadrismo ma con i prefetti. 
Il primo fascio di combattimento sull'isola fu fondato a Tempio nell'ottobre 1920. Dopo Tempio seguirono fondazioni di fasci a Olbia, Calangianus e La Maddalena.. Nel contempo la diffusione del fascismo nell'isola si espanse soprattutto nei centri urbani più importanti Cagliari e Sassari) e centri minerari (specialmente Iglesias), ma anche qualche zona rurale (come Ittiri), tuttavia il fascismo cominciò a espandersi efficacemente nelle aree rurali sarde solo dopo la marcia su Roma.
Durante la campagna elettorale per le elezioni politiche del 1921 i fascisti sardi intensificarono gli scontri e le azioni di squadrismo, e alle elezioni politiche del 1921 il Partito Comunista d'Italia non riuscì a presentare una propria lista in Sardegna poiché i fascisti diedero fuoco alla loro sede di Iglesias impedendogli di svolgere tutte le procedure burocratiche per partecipare alle elezioni.
Secondo lo storico Renzo De Felice, il 31 maggio 1921 gli iscritti ai fasci italiani di combattimento in Sardegna erano 2 830.
I fascisti, all'epoca ancora sansepolcristi, inizialmente non trovarono largo successo in Sardegna in quanto cercarono di inserirsi in uno spazio politico già occupato dai sardisti. Il fascismo faceva leva sui reduci della Grande Guerra, ma in Sardegna essi si erano già organizzati nel Partito Sardo d'Azione, partito che aveva anche posizioni simili alle loro (combattentismo, anti-parlamentarismo, opposizione a Giolitti, posizioni di sinistra ma in opposizione al bolscevismo).

#### Rapporti tra sardisti e fascisti
Inizialmente fascisti e sardisti non entrarono in contrasto in quanto oltre ad avere posizioni politiche simili, non avevano obbiettivi contrastanti: i fascisti volevano fermare i socialisti, mentre i sardisti volevano ottenere l'autonomia della Sardegna.
L'Associazione nazionale combattenti fu una casa comune per reduci sardisti e fascisti e rimase tale anche dopo la svolta partitica dei fasci italiani di combattimento del novembre 1921 in cui divennero Partito Nazionale Fascista. Ex combattenti sardisti e fascisti sfilarono assieme a Roma il 4 novembre 1921 per la tumulazione del corpo del Milite Ignoto al Vittoriano. Il giorno seguente entrambi dovettero votare per dei nuovi dirigenti della federazione sarda dell'ANC ed Emilio Lussu (appartenente al Partito Sardo d'Azione) votò per un nuovo gruppo dirigente di cui faceva parte un uomo di fiducia di Mussolini, l'ex legionario fiumano Giovanni Host-Venturi.
Il 4 novembre 1922 fu confermata la decisione di non cedere ai fascisti e, quando dal corteo composto da 20.000 reduci guidati dalla Bandiera dei Quattro Mori, furono espulsi i fascisti presenti. Allo sbarco di Camicie Nere in Sardegna a Olbia, il Partito Sardo rispose creando una nuova formazione militare: le Camicie Grigie.

### Ventennio fascista
Per la prima volta in Italia, dal 1922 al 1943, fu praticata una vera e propria politica linguistica. Nella politica scolastica ebbe un ruolo importante la campagna contro i dialetti. In una prima fase, si erano applicate le idee del pedagogista Giuseppe Lombardo Radice, che aveva introdotto il metodo «dal dialetto alla lingua» nei programmi scolastici della riforma Gentile del 1923. Con il consolidarsi del regime l’ostilità e l’ostracismo contro i dialetti, visti come ostacoli all’ideologia nazionale, si intensificarono, trasformandosi all’inizio degli anni Trenta in una vera e propria politica antidialettale.
I provvedimenti per l’unificazione dell’italiano si concretizzarono anche attraverso la lotta ai dialetti. La Riforma Gentile, del 1923, non era ostile al dialetto, tuttavia dal 1925 l’approccio cambiò completamente, il dialetto fu considerato sempre più come un ostacolo all’affermarsi della lingua nazionale, e fu estromesso dall’insegnamento.
Infine il regime si propose di disciplinare l’intero repertorio linguistico italiano, non limitandosi al controllo della lingua nazionale ma ingerendosi nelle parlate dialettali e contrastando i prestiti da lingue straniere.
Il progetto di un'autarchia linguistica aveva avuto precedenti già all'inizio del XX secolo ed il regime vi aggiunse una connotazione ideologica con l'intento di rafforzare una visione centralista ed il consenso popolare controllando maggiormente anche aree di colonizzazione recente. Puntava così a una lingua comune che potesse cementare la coesione nazionale. Come nel resto d'Italia, nell'ambito dell'italianizzazione, il Regime aveva perseguito un forte nazionalismo linguistico, imponendo uno stretto e rigoroso uso dell'italiano a scapito del sardo e delle lingue locali. Inoltre nel 1924 in Sardegna il Concilio plenario dei vescovi sardi aveva vietato ai poeti estemporanei di trattare argomenti di dottrina ecclesiastica.

#### I primi anni
Nel 1924 venne approvata la "legge del miliardo", tra i cui ispiratori vi fu Paolo Pili, con cui si prevedeva di investire in Sardegna un miliardo di lire nel giro di dieci anni in opere pubbliche e nell'estate del 1925 venne istituito a Cagliari il Provveditorato delle opere pubbliche come ente operativo per pianificare tali investimenti. La legge del miliardo permise anche a opere pubbliche già in costruzione di riprendere vigore, in quanto tali investimenti si sommarono a quelli già stanziati dalla legislazione speciale di Francesco Cocco-Ortu. Nel 1933 il Provveditorato aveva speso 430 milioni di lire e altri 254 milioni stavano per essere spesi. Tali investimenti furono concentrati in particolare sul capoluogo della Regione, tant'è che al 1931 il 44% delle somme statali erogate per tale provvedimento furono per Cagliari. La produzione di energia elettrica in Sardegna nel 1926 era aumentata di dieci volte rispetto al 1923.

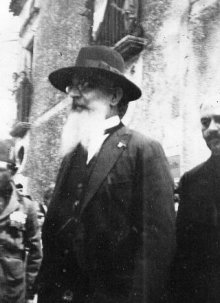
Ottavio Dinale, primo prefetto della Provincia di Nuoro

Paolo Pili, uno degli esponenti del "sardo-fascismo", sviluppò un programma incentrato sullo sviluppo delle zone rurali dell'isola. Cooperative di pastori e agricoltori vennero largamente finanziate dallo Stato e nel 1924 fu fondata da Pili a Ozieri la "Federazione delle latterie sociali e cooperative della Sardegna" (Fedlac) e come risultato si ebbe un miglioramento qualitativo del latte prodotto dalle latterie sociali sarde. Nel gennaio 1927 fu istituita la Provincia di Nuoro col fine di creare un centro di direzione politico-amministrativa dedicato alle zone interne dell'isola. Essa comprendeva i comuni di Birori, Borore, Bortigali, Bosa, Dualchi, Flussio, Lanusei, Macomer, Magomadas, Modolo, Montresta, Noragugume, Nuoro, Sagoma, Sindia, Suni, Tinnura, Tresnuraghes, Cuglieri, Sennariolo e Scano di Montiferro.

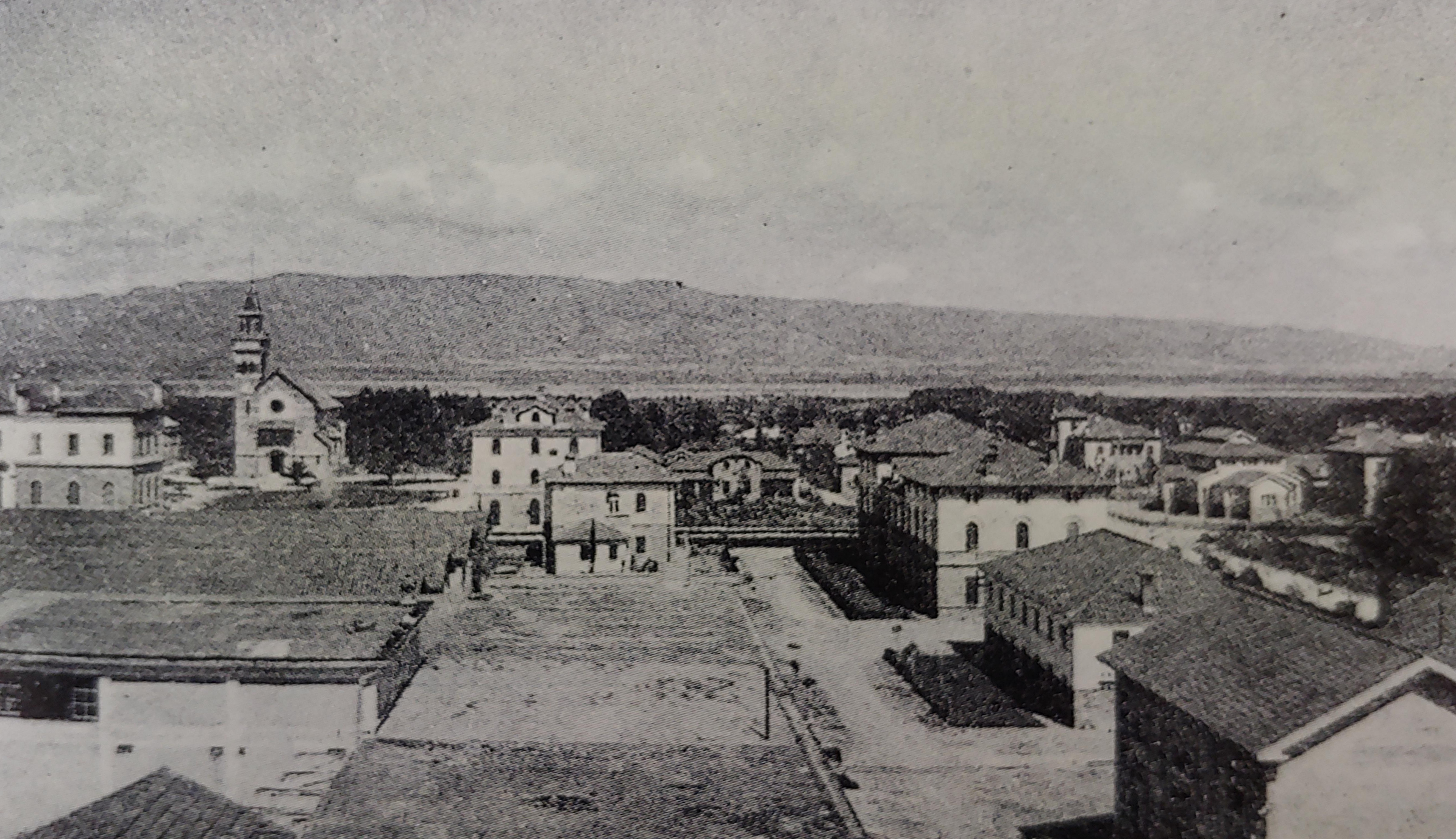
Mussolinia (oggi Arborea) nel 1942

Si portarono a termine alcune bonifiche in varie zone dell'isola: tra le più importanti quella della piana di Terralba, vicino a Oristano, zona malarica in cui furono bonificate decine di migliaia di ettari di territorio in terreni agricoli con centinaia di chilometri di canali d'irrigazione e decine di chilometri di rete stradale. Queste aree bonificate erano definite aree d’insediamento agricolo sparso: tuttavia in quel territorio fu realizzata la prima città di fondazione, conclusa il 29 ottobre 1928, chiamata originariamente "Villaggio Mussolini" e due anni dopo rinominato "Mussolinia di Sardegna" (oggi Arborea).. Ad abitare la città di Mussolinia furono inizialmente circa 200 famiglie provenienti prevalentemente dal Veneto. 

#### Il periodo dell'autarchia
Nel novembre 1935 la Società delle Nazioni impose delle sanzioni economiche al Regno d'Italia per via dell'invasione dell'Etiopia e il regime fascista adottò di conseguenza una politica di autarchia volta a raggiungere l'autosufficienza economica dalle importazioni estere. Tale politica influenzò la Sardegna quando si decise di utilizzare l'orbace sardo per produrre alcune uniformi di varie organizzazioni fasciste come la Milizia Volontaria per la Sicurezza Nazionale. La produzione di tale tessuto aumentò per soddisfare l'aumento della domanda e questo generò effetti positivi sull'economia dell'isola.

Dopo gli effetti negativi sul settore minerario sardo causati dalla crisi economica globale del 1929, esso si riprese nella metà degli anni trenta soprattutto per via della politica di autarchia imposta dal governo. Mussolini visitò la Sardegna nel giugno del 1935 e durante questo viaggio annunciò un impegno straordinario dello Stato a sostegno della produzione carbonifera sarda. Sebbene una piccola ripresa del settore minerario dell'isola iniziò già dal 1934, è solo nel 1936 che esso riprese con vigore invertendo la tendenza di crisi in cui versava dalla crisi del 1929.

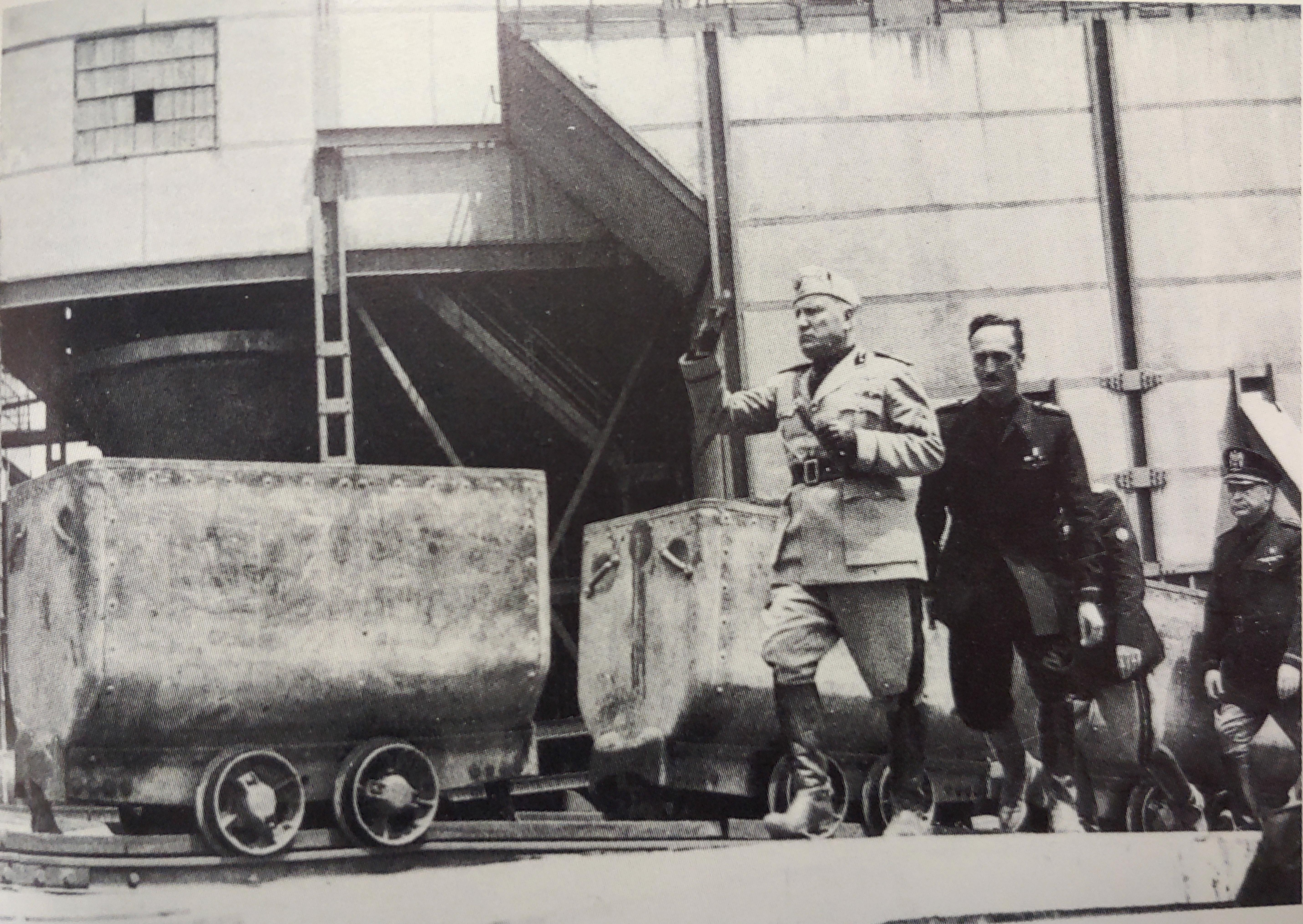
Benito Mussolini in visita a Carbonia nel 1938

Furono fatte varie indagini per cercare nuovi giacimenti minerari sull'isola e ricerche del 1936 e del 1937 hanno portato alla luce un ampio giacimento di carbone nel Sulcis, a sud della miniera di Sirai. Nacque quindi l'idea di fondare una nuova città nelle vicinanze di tale giacimento, così da dare ai futuri lavoratori della miniera un posto dove risiedere nelle sue vicinanze. Nel 1937 cominciarono i lavori per la costruzione della miniera di Serbariu e della città, quest'ultima fu portata a termine il dicembre dell'anno seguente in appena 300 giorni e venne chiamata Carbonia; inizialmente era abitata da 8 000 persone.

### Seconda guerra mondiale

#### L'isola durante la seconda guerra mondiale
La seconda guerra mondiale vide la Sardegna strategicamente coinvolta nel conflitto, specie come base aerea e navale, divenendo teatro di pesanti campagne di bombardamento da parte degli Alleati.

##### I primi anni

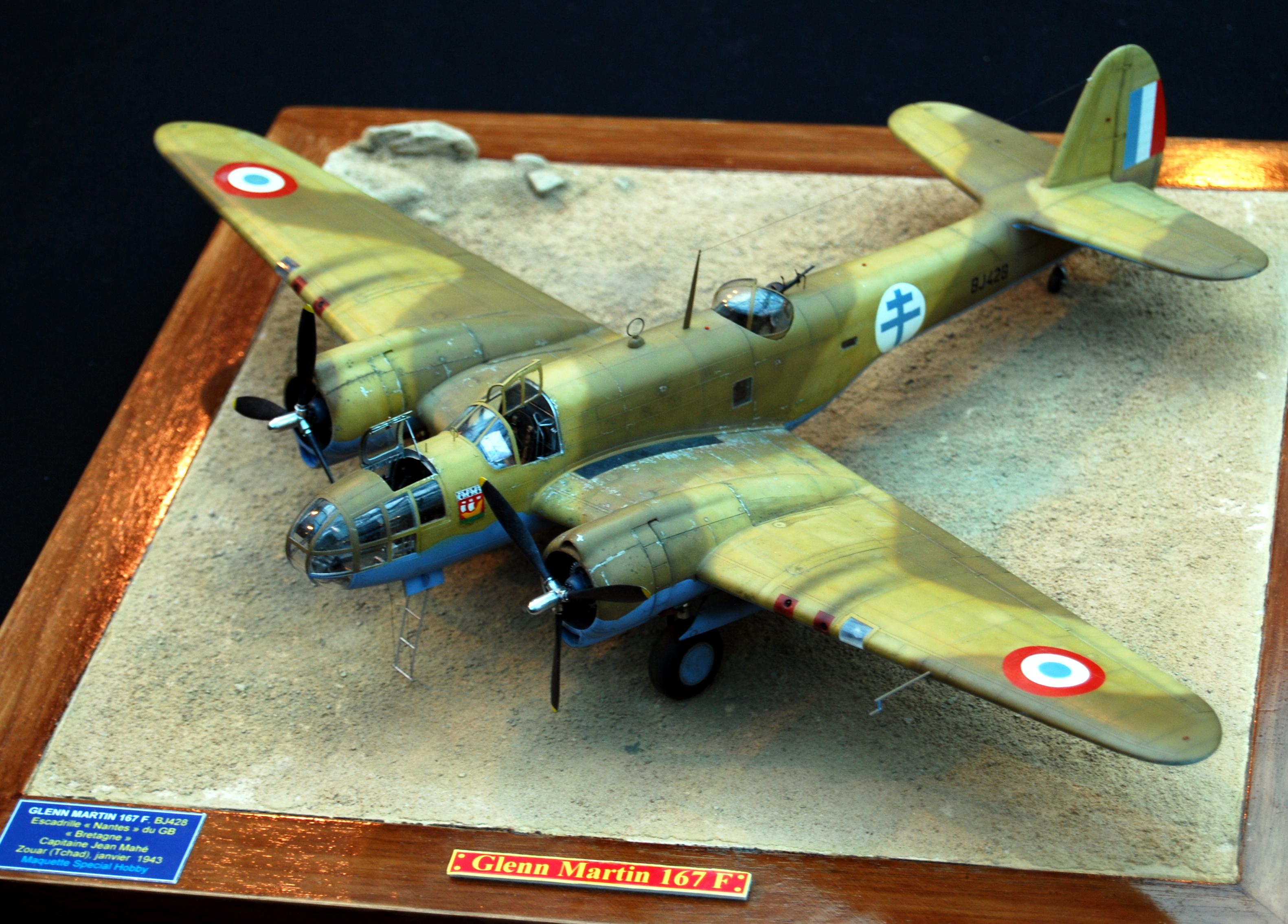
Modellino (1:48) di bombardiere leggero Martin 167 Maryland

Il 1º settembre 1939 con l'invasione della Germania alla Polonia iniziò la seconda guerra mondiale e il 10 giugno 1940 vi fu l'entrata dell'Italia in guerra al fianco della Germania nazista, fin da subito le vicende belliche coinvolsero la Sardegna. Il 16 giugno vi fu il primo attacco aereo nemico sull'isola, 5 bimotori francesi Martin 167 bombardarono l'aeroporto di Elmas danneggiando diversi aerei a terra.

La Francia dopo la capitolazione

In seguito alla capitolazione della Francia del giugno 1940, una parte del suo territorio fu occupato dai tedeschi, un'altra parte fu assegnata all'appena costituito Governo di Vichy (Stato satellite tedesco con a capo Philippe Pétain) e una piccola parte confinante col Piemonte fu occupata dall'Italia. Nonostante le rivendicazioni irredentiste italiane sulla Corsica, l'isola fu assegnata alla Francia di Vichy. Le alte gerarchie delle forze armate italiane, contrarie alla mancata assegnazione della Corsica all'Italia, ottennero da Mussolini l'autorizzazione per la preparazione di un piano d'invasione della Corsica. Per l'attuazione di tale piano la Sardegna sarebbe stata di fondamentale importanza in quanto essa sarebbe stata uno dei trampolini di lancio per l'invasione (insieme a Livorno). Ma in un incontro a Merano tra i capi di stato maggiore di Regia Marina e Kriegsmarine del febbraio 1941 i tedeschi disapprovarono il piano in quanto ritennero inutile far invadere l'isola dagli italiani e anche perché sarebbe stata un'azione lesiva dell'immagine del Governo di Vichy agli occhi del mondo e soprattutto delle sue colonie rimastegli fedeli.

Le prime incursioni aeree per opera della Royal Air Force sulla Sardegna si ebbero durante l'Operazione Substance. Il 30 luglio 1941 sei aeroplani inglesi attaccarono l'aeroporto di Elmas danneggiando un Savoia-Marchetti S.M.79 e undici idrovolanti mentre erano a terra, dopodiché si ritirarono verso ovest passando sull'Iglesiente.

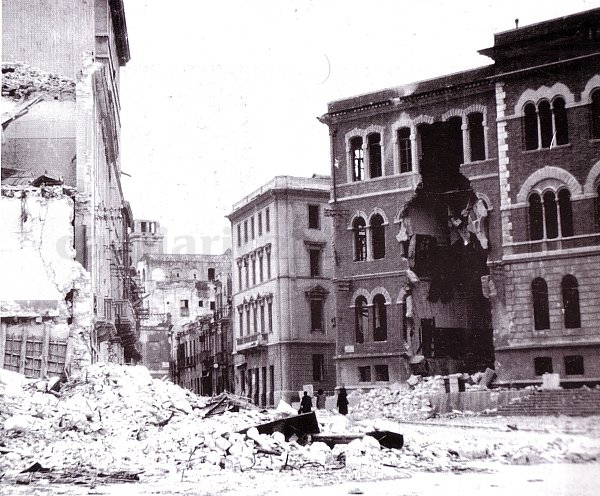
Cagliari, piazza Garibaldi distrutta dai bombardamenti alleati

Nel 1943 ci fu il bombardamento di Cagliari in cui la città fu distrutta al 75%.

##### Dall'armistizio di Cassibile alla fine della guerra

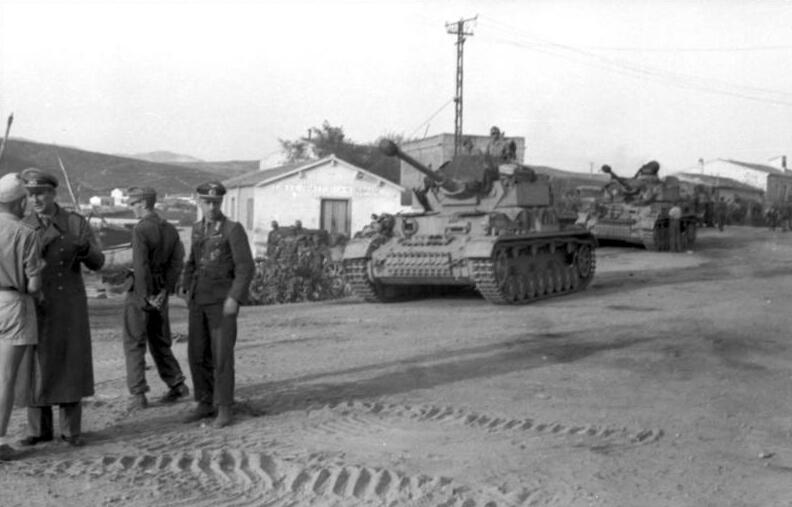
Unità della 90. Panzergrenadier-Division in Sardegna nel 1943

Il seguito all'armistizio di Cassibile dell'8 settembre 1943 Antonio Basso, generale a capo delle forze italiane in Sardegna, non impedì ai tedeschi di ritirarsi in Corsica. Così facendo in Sardegna si evitarono scontri terrestri. Alla data dell'armistizio, nell'isola vi erano 32 000 uomini della 90. Panzer Division e 130 000 militari italiani. La Sardegna uscì dal teatro del conflitto con la ritirata delle truppe tedesche fino all'imbarco per la Corsica il 17 settembre, dove affronteranno duri combattimenti con i francesi.
La Sardegna quindi, interamente occupata dagli Alleati, restò sotto il controllo del Regno d'Italia anziché della Repubblica Sociale Italiana e fu quindi risparmiata dalla guerra civile combattuta nella parte continentale del paese.

#### Sardi al fronte nella seconda guerra mondiale

Bartolomeo Fronteddu, primo comandante del Battaglione volontari di Sardegna "Giovanni Maria Angioy" della RSI

Dopo l'8 settembre alcuni sardi aderirono alle formazioni partigiane mentre altri, circa 10 000, aderirono alla Repubblica Sociale Italiana, fra cui personalità come Ennio Porrino, Francesco Maria Barracu e Giuseppe Biasi. Altri come Gavino De Lunas furono vittime degli eccidi nazi-fascisti. 
Nel marzo del 1945, Francesco Carbini, Giuseppe Sotgiu, Mario Berlinguer e Remo Branca fondarono a Roma la rivista democratica Sardegna. Rivista di studi regionali.

### Secondo dopoguerra
La conclusione della seconda guerra mondiale viene annunciata in anteprima da Radio Sardegna di Bortigali, venti minuti prima di Radio Londra. Al referendum istituzionale del 2 giugno 1946 i sardi confermarono per oltre il 60% la fedeltà alla monarchia come il resto del Mezzogiorno, ma a scrutinio concluso l'Italia divenne una repubblica parlamentare.

#### I primi interventi
Nel 1946, assieme all'Alto Commissariato Italiano per l'Igiene e la Sanità (equivalente all'attuale Ministero della Salute), all'United Nations Relief and Rehabilitation Administration (UNRRA), e alla Economic Cooperation Administration (ECA), finanziaria del Piano Marshall, la Fondazione Rockefeller partecipò all'efficace opera di eradicazione della malaria in Sardegna, mediante il finanziamento dell'Ente Regionale per la Lotta Anti-Anofelica in Sardegna (ERLAAS).

#### La Regione a statuto speciale
Contemporaneamente alla Costituzione repubblicana nel 1948 fu promulgato lo statuto speciale di autonomia, il secondo dopo la Sicilia e oggi esteso in totale a cinque regioni. L'8 maggio 1949 si tengono quindi le prime elezioni regionali con la vittoria della Democrazia Cristiana.
Dagli anni 1950 la NATO e gli USA, con l'insorgere della guerra fredda, per il controllo dell'intera area mediterranea, avevano eletto l'isola a perno del sistema politico-militare dell'alleanza nord-atlantica, ed è stata trasformata in una grande area strategica di servizi bellici essenziali. Le servitù militari localizzate nell'isola sono al momento attuale pari al 60% delle servitù militari italiane.

### Seconda metà del Novecento

#### L'emigrazione, il Piano di Rinascita e l'industrializzazione
Negli anni cinquanta e sessanta uno dei fenomeni più caratterizzanti fu quello dell'emigrazione che raggiunse i connotati di un esodo. Nel 1951 fu istituito l'ETFAS (Ente di Trasformazione Fondiaria e Agraria della Sardegna) con il compito di promuovere azioni di programmazione e investimenti nel comparto agro-pastorale (agricoltura e pastorizia). L'ente produsse diversi studi e nel 1959-1980, finalmente, il governo nazionale accantonò le risorse necessarie per avviare un Piano di Rinascita. Nel 1960 il Consiglio Regionale istituì l'Assessorato al Piano di Rinascita.
Nel 1962 fu approvato dal Parlamento italiano il Piano di Rinascita (legge 11 giugno 1962, n. 588), che aveva posto in essere delle misure legislative speciali per il finanziamento dell'industrializzazione della Sardegna così nacquero i due poli petrolchimici di Porto Torres e Sarroch. Il processo d'industrializzazione proseguirà fino agli anni settanta quando nel 1973 nascerà il polo di Ottana a seguito delle indicazioni della Commissione d'inchiesta parlamentare sul banditismo in Sardegna.
L'industrializzazione, voluta per indebolire il fenomeno del banditismo, non raggiunse il suo intento, provocando al contempo ulteriore disgregazione sociale.
La modernizzazione produsse sconvolgimenti rispetto all’equilibrio secolare. Il ribaltamento del tessuto sociale fu rilevante, soprattutto quando la petrolchimica cessò l'attività ed il sogno del progresso legato all’industria svanì.

#### Rivolta di Pratobello

Popolazione di Orgosolo in marcia di protesta

Quella di Pratobello è stata una rivolta popolare antimilitarista messa in atto col metodo della resistenza nonviolenta dai cittadini di Orgosolo (Sardegna) nel mese di giugno del 1969.
Il 27 maggio 1969 i militari della Brigata Trieste, sui muri del paese, apposero un avviso in cui si invitavano i pastori, che operavano nella zona di Pratobello, a trasferire il bestiame altrove perché, per due mesi, quell'area sarebbe stata adibita a poligono di tiro e di addestramento dell'Esercito Italiano. 
Il 9 giugno 3.500 cittadini di Orgosolo iniziarono la mobilitazione; raggiungendo a piedi, in auto o in camion – l’altopiano di Pratobello. Il 18 dello stesso mese, la popolazione si riunì in piazza Patteri: dall'assemblea scaturì la decisione di attuare una forma di Resistenza nonviolenta e quindi di occupare pacificamente la località di Pratobello. 
Il 23 giugno alle 20 l’assemblea dei cittadini decide di inviare a Roma una delegazione composta da tre pastori,  un bracciante, un camionista, uno studente del Circolo democristiano, il presidente del Circolo giovanile e tre parlamentari locali. Alcuni giorni dopo l'incontro lo Stato rinunciò all'occupazione.

#### La legge De Marzi-Cipolla
Un cambiamento positivo sarà determinato dall'approvazione il 27 gennaio 1971 della cosiddetta legge "De Marzi-Cipolla" sui fondi rustici, che porrà fine alle lotte per il pascolo e in buona parte al fenomeno del banditismo. In questo periodo, persistono comunque diversi problemi e ne emergono altri, quali gli incendi, la siccità (ora molto attenuata), i sequestri di persona, scomparsi solo negli anni novanta, e diversi attentati pubblici condotti da movimenti afferenti all'estrema sinistra e all'indipendentismo radicale.
Col miracolo economico italiano si verifica uno storico movimento migratorio interno verso le coste e le aree urbane di Cagliari, Sassari-Alghero-Porto Torres e Olbia, che raccolgono oggi gran parte della popolazione sarda. Cresce e si afferma il settore turistico, fino a fare dell'isola una delle mete più conosciute a livello italiano e internazionale, in particolare grazie alla Costa Smeralda. Rimangono inoltre sempre vivi i fermenti culturali e le tradizioni popolari, come la nascita di talenti artistici e letterari e di figure politiche ai massimi livelli, fra cui Antonio Segni, Enrico Berlinguer e Francesco Cossiga.
In questo periodo si produce una svolta sociale, grazie alla maggiore scolarizzazione e primo ingresso di massa dei ragazzi sardi nelle università di Sassari e Cagliari, come in altre italiane e straniere. Sebbene i livelli di reddito e di prodotto interno lordo pro-capite rimangano sotto la media nazionale, si evidenzia una crescita netta e l'abbandono degli ultimi posti tra le regioni italiane: alla fine del XX secolo la Sardegna si attesta economicamente a metà fra strada fra Centro e Sud Italia, con un reddito medio pro capite simile a quello dell'Abruzzo, poco inferiore alla media europea. Altri indicatori ne sanzionano gli innegabili progressi sia economici, sia sociali, ma non annullano le oggettive difficoltà di crescita e sviluppo organico ancora presenti. Negli anni recenti, le nuove tecnologie informatiche, con esperienze come Video On Line e Tiscali, e il miglioramento dei trasporti, specie quelli aerei con le compagnie aeree a basso costo, hanno attenuato la condizione di insularità e contribuito a innovare e diversificare l'economia locale.

#### Incendio di Curraggia
Il 28 luglio 1983 scoppiò un grave incendio sulla collina di Curraggia, a sud-ovest della città di Tempio Pausania. Le fiamme partirono dal mare e attraversarono i boschi in direzione di Tempio Pausania e arrivarono fino alle campagne di Bortigiadas e di Aggius. In totale vennero bruciati 18 000 ettari di terreno, nove persone morirono a causa dell'incendio e altre quindici vennero ferite.

## XXI secolo

### Ciclone Cleopatra
Il Ciclone Cleopatra è stato un ciclone extratropicale che ha colpito il bacino occidentale del Mediterraneo nel novembre del 2013. L'epicentro del ciclone fu Olbia, uccise 19 persone e causò danni che furono stimati a 660 milioni di euro.

### Rivolta del latte

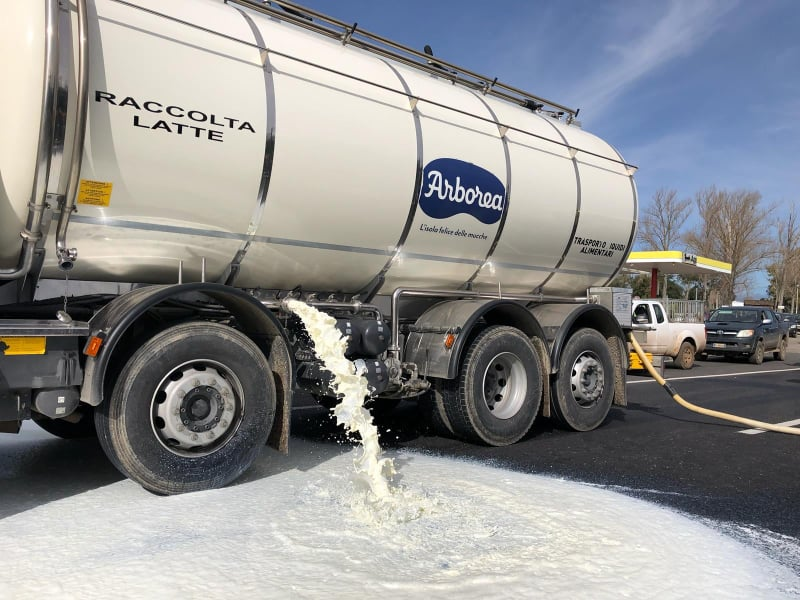
Camion cisterna del latte svuotato dai pastori sulla SS 131

Tra febbraio e marzo 2019 la Sardegna è stata percorsa da una serie di proteste che hanno avuto per protagonisti i pastori per via della diminuzione del prezzo di vendita del latte alle aziende che lo lavorano e lo immettono nel mercato.
Tale prezzo è legato alla produzione di pecorino romano che viene regolata da quote annuali per evitare grandi oscillazioni dei prezzi, secondo i pastori tali quote non sono state rispettate da molti caseifici e questo avrebbe portato a una sovrapproduzione ed accumulo di pecorino invenduto causando l'abbassamento del prezzo della materia prima (il latte). Il prezzo al litro offerto dalle aziende per il latte di pecora era di 55 centesimi, mentre per il latte di capra 44 centesimi ma la richiesta dei pastori era quella di 1 euro. Ad alimentare la rabbia dei pastori contro gli imprenditori caseari sardi è stata anche la diffusa convinzione secondo cui il prezzo del latte sarebbe sceso in virtù di presunte importazioni di latte a prezzi bassi dall'Europa orientale (specie Romania e Bulgaria).
Uno dei metodi di protesta più usato dai pastori è stato quello di versare a terra il proprio latte pur di non venderlo a prezzi bassi, tant'è che uno degli slogan della protesta è stato «meglio gettarlo via che accettare prezzi così bassi». Ma vi sono state anche molte contestazioni con caratteri violenti e illegali come blocchi stradali non autorizzati e assalti armati ai camion cisterna che trasportavano latte al fine di svuotarlo a terra e talvolta per dare fuoco al veicolo, come il 9 marzo a Torralba o il 26 febbraio a Bitti dove l'autista è stato anche legato a un albero. Alcuni dei fatti più clamorosi sono avvenuti nei pressi del caseificio dei Fratelli Pinna a Thiesi, dove i manifestanti sono rimasti accampati vari giorni nei pressi della struttura per poi prenderla d'assalto il 9 febbraio; in seguito, il 2 marzo, nello stesso caseificio è stato trovato un ordigno inesploso. Per queste azioni centinaia di manifestanti sono stati denunciati.
La protesta ha avuto grossa risonanza mediatica a livello nazionale ed è stata seguita in prima persona dal ministro dell'Interno Matteo Salvini che aveva promesso di portare il prezzo del latte a 1 euro al litro. Il tema fu cavalcato dai politici anche per via delle imminenti elezioni regionali sarde del 24 febbraio, in particolare dai candidati presidenti del centro-destra Christian Solinas e del Movimento 5 Stelle Francesco Desogus, accusando la precedente giunta di centro-sinistra guidata da Francesco Pigliaru di aver fatto scelte politiche impopolari tra i pastori sardi; questa situazione ha spinto il voto dei pastori alle elezioni regionali verso il centro-destra contribuendo alla sua vittoria.
Durante l'arco delle proteste sono stati in centinaia i manifestanti denunciati, secondo il quotidiano La Nuova Sardegna nel novembre 2019 sarebbero ammontati a 250, mentre nel gennaio 2020 circa un migliaio secondo l'ANSA.

### Incendi dell'estate 2021

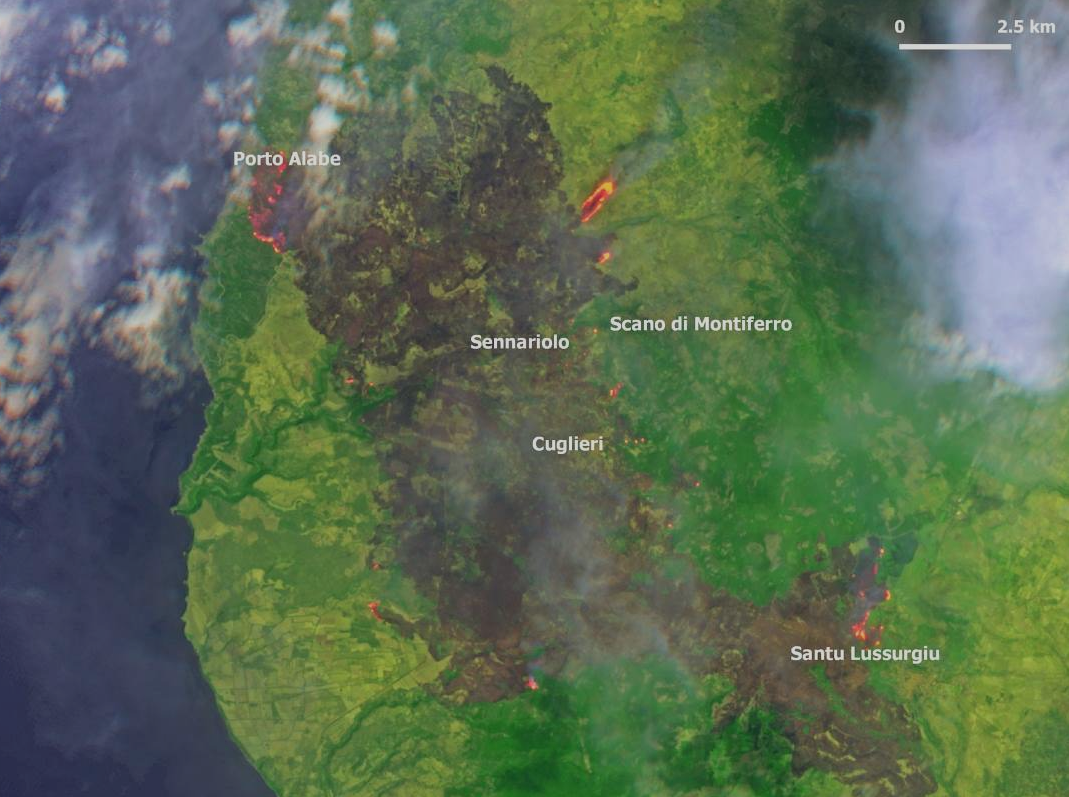
Incendio nella Provincia di Oristano il 26 luglio 2021 visto dal satellite

Nel luglio 2021 la Provincia di Oristano è stata gravemente coinvolta in una serie di incendi. Il 23 luglio 2021 è scoppiato un incendio in una zona boscosa del Montiferru, vento e alte temperature estive hanno alimentato le fiamme e il giorno seguente l'incendio ha raggiunto i centri abitati dei comuni di Santu Lussurgiu e Cuglieri. I residenti di Cuglieri si sono dovuti rifugiare a Sennariolo ma poche ore dopo sono dovuti evacuare nuovamente perché l'incendio era arrivato anche lì. Infine l'incendio arriva anche a Porto Alabe, frazione di Tresnuraghes, da cui 200 persone sono dovute evacuare. Il 25 luglio Christian Solinas, presidente della Regione Sardegna, ha dichiarato lo stato d'emergenza per via degli incendi sull'isola fino al 31 ottobre. Il 26 luglio viene annunciato che il dipartimento della protezione civile ha attivato un modulo internazionale di cooperazione e Francia e Grecia hanno inviato ciascuna due aerei Canadair per contribuire allo spegnimento degli incendi sull'isola.
In totale le persone sfollate a causa dell'incendio sono state 1 500, mentre la stima della zona andata a fuoco è stata di 20 000 ettari. Le operazioni di spegnimento del fuoco e di soccorso hanno coinvolto un totale di 7 500 persone e 22 veicoli aerei (elicotteri e Canadair). Si sono riscontrati gravi danni a boschi, vegetazione, animali selvatici e a case, aziende agricole e animali d’allevamento. Tra le varie cose andate distrutte dal fuoco c'è stato l'albero monumentale Tanca Manna, ulivo millenario di Cuglieri. Secondo una stima di Coldiretti ci vorrebbero 15 anni per ricostruire il patrimonio boschivo andato a fuoco in Sardegna nell'estate 2021.
Tra il 24 e il 25 luglio altri incendi di minore entità hanno coinvolto varie zone dell'isola, tra i quali è degno di nota quello della zona di Ittiri dove sono andati distrutti 150 ettari di campagna senza però raggiungere il centro abitato.
Questi incendi in Sardegna hanno avuto una risonanza mediatica nazionale e ciò ha generato un dibattito sulle possibili cause e ad agosto La Stampa ha pubblicato un'inchiesta dove viene mostrato il dato secondo cui da quando è stato abolito il corpo forestale dello Stato nel 2016, gli incendi in Italia sono aumentati del 600%.